# OGLE-TR-122
OGLE-TR-122 je dvojhvězda v souhvězdí Lodního kýlu, která obsahuje jednu z nejmenších známých hvězd hlavní posloupnosti s přímo změřeným poloměrem. Tento systém byl objeven v rámci projektu OGLE v roce 2003. Nachází se ve vzdálenosti přibližně 15 000 světelných let (4 700 parseků) od Země. Oběžná perioda dvojhvězdy činí přibližně 7,3 dne.

## Složení systému
Hlavní hvězda, OGLE-TR-122A, má hmotnost 0,98 M☉ a poloměr 1,05 R☉. Její vlastnosti jsou podobné Slunci. Druhá složka, OGLE-TR-122B, je velmi malá hvězda, jejíž hmotnost je 0,092 M☉ (asi stonásobek hmotnosti Jupitera), a její poloměr činí pouhých 0,12 R☉, tedy přibližně o 16 % více než průměr Jupitera. Hustota této hvězdy je asi 50krát vyšší než hustota Slunce.

## Význam
Hvězda OGLE-TR-122B poskytla první přímý důkaz existence hvězdy s poloměrem srovnatelným s Jupiterem. Tento objev má zásadní význam pro porozumění vlastnostem hvězd s nízkou hmotností. Teoretické modely naznačují, že hvězdy blízké spodní hmotnostní hranici (~0,07–0,08 M☉) mají extrémně vysokou hustotu a jejich vnitřní struktura je silně ovlivněna degenerovaným elektronovým plynem. U těchto hvězd je dostatek tlaku k udržení termonukleární fúze vodíku v jádru, což je podmínka, která je odlišuje od substelárních objektů, jako jsou hnědí trpaslíci.
OGLE-TR-122B se nachází blízko této hranice a její přímé měření poskytlo důležité údaje o fyzikálních vlastnostech hvězd na dolním konci hlavní posloupnosti. Výzkum také pomáhá lépe pochopit přechod mezi hvězdami a hnědými trpaslíky.

## Galerie

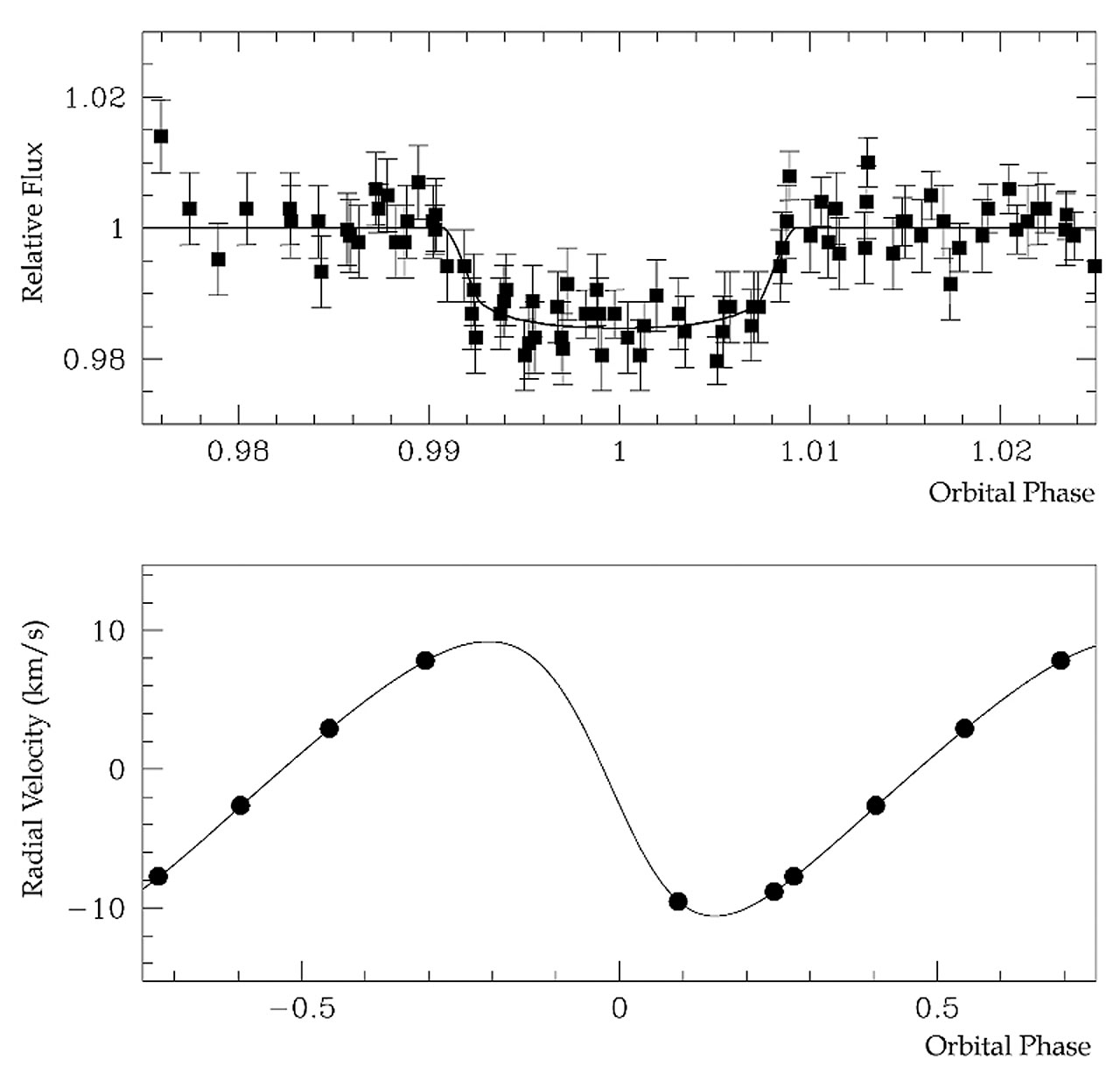
Světelná křivka a variace radiální rychlosti OGLE-TR-122.